# نیکو کاپانن
نیکو کاپانن (فنلاندی: Niko Kapanen؛ زادهٔ ۲۹ آوریل ۱۹۷۸) بازیکن هاکی روی یخ اهل فنلاند است.
از باشگاه‌هایی که در آن بازی کرده‌است می‌توان به فینیکس کایوتیس اشاره کرد.